# 科德尔·赫尔
科德尔·赫尔（英語：Cordell Hull，1871年10月2日—1955年7月23日），又稱賀可德，美国政治人物，第47任美国国务卿，1945年獲諾貝爾和平獎。

## 生平

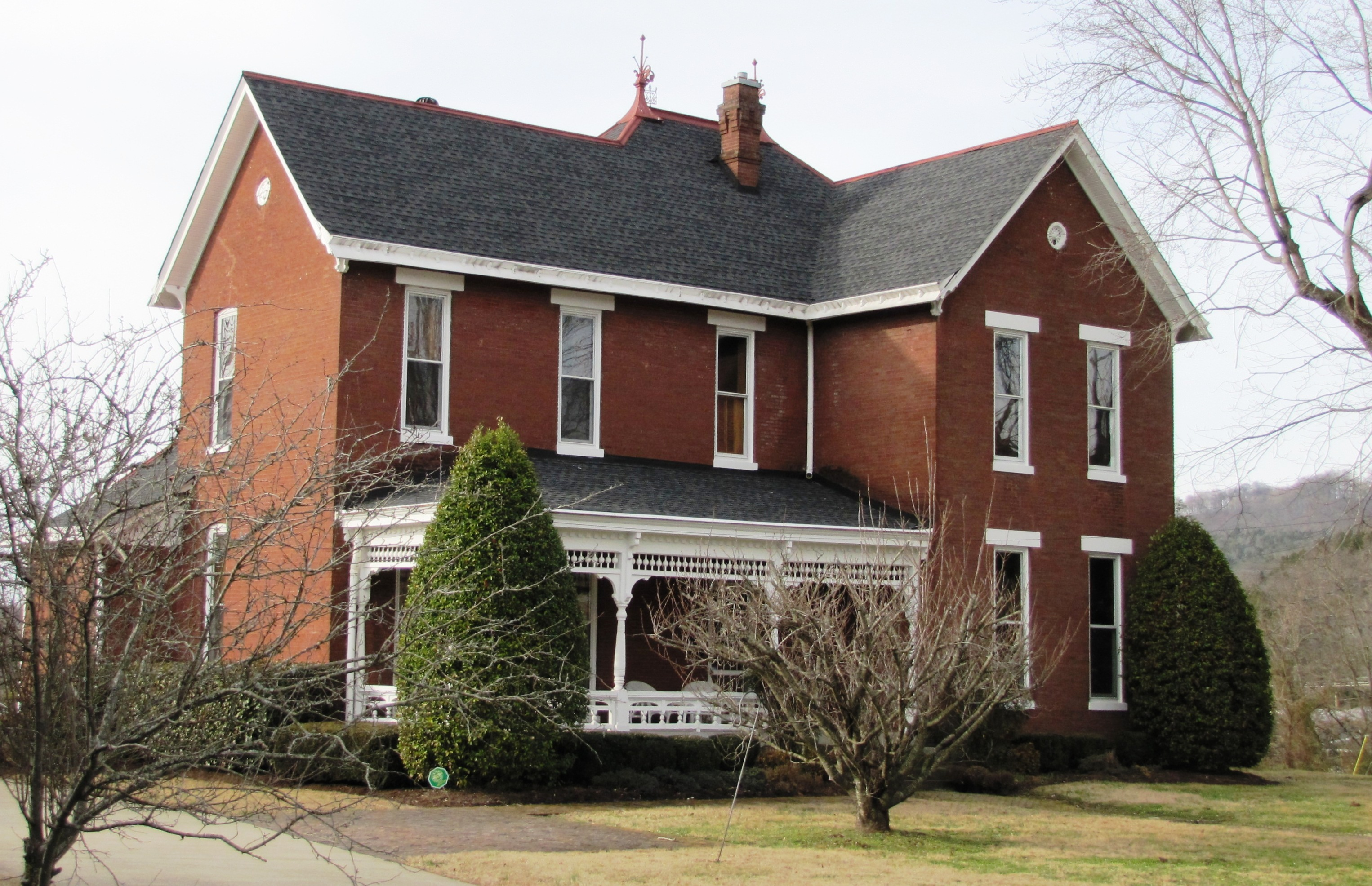
戴維斯-赫爾宅（Davis-Hull House）

科德尔·赫尔出生於田纳西州皮克特县奧林普斯（Olympus，已廢除）。1891自桑福德大學的坎伯蘭法學院畢業，後就讀國家師範大學（National Normal University，已併入華盛頓學院）。1893年至1897年間擔任田納西州眾議員，美西戰爭時加入田納西志願軍第四軍，為上尉。1907–1921和1923–1931年間擔任美國衆議員，1930年成爲美國參議員，但因1933年被富兰克林·罗斯福任命為國務卿而辭職。
1939年第二次世界大戰前夕，聖路易斯號客輪載著950名猶太難民駛離德國漢堡，進入大西洋。這些人大多數都很富有，他們為了逃離納粹的迫害而到美國尋求庇護。時任美國總統的羅斯福本來有意讓這艘客輪進入美國，但是國務卿赫爾卻威脅他，稱如果他同意客輪進入，那麼他們就不會在1940年的總統選舉中支持他。結果羅斯福拒絕讓客輪駛入美國，客輪被迫返回德國，許多乘客最終在集中營裡死去。
1943年1月11日，赫爾代表美國與中國駐美大使魏道明在華盛頓特區簽署中美平等新約，條約中約定美國放棄在華治外法權。
1945年赫尔被授予諾貝爾和平獎，以表彰他為促成西半球的和平與諒解，達成貿易協定以及促進聯合國的誕生所作的努力。他因結節病逝於华府，葬于華盛頓國家座堂。

## 荣誉
- 特种大绶景星勋章（中华民国，1946年1月1日批准[2]）